# Хосе Мугерса
Хосе Мугерса (ісп. José Muguerza; 15 вересня 1911, Ейбар — 23 жовтня 1980, Мехіко) — іспанський футболіст, який грав на позиції захисника.
Виступав, зокрема, за клуб «Атлетік», а також національну збірну Іспанії. Чотириразовий чемпіон Іспанії. Чотириразовий володар Кубка Іспанії з футболу.

## Клубна кар'єра
Народився 15 вересня 1911 року в місті Ейбар. Вихованець футбольної школи місцевого однойменного клубу.
У дорослому футболі дебютував 1928 року виступами за команду «Атлетик» (Більбао), в якій провів вісім сезонів, взявши участь у 129 матчах чемпіонату. За цей час чотири рази виборював титул чемпіона Іспанії.
1937 року в складі збірної Країни Басків вирушив до Мексики, де ця команда грала у місцевому чемпіонаті під назвою «Еускаді». До Іспанії, в якій у результаті Громадянської війни до влади прийшов генерал Франко, Хосе не повернувся.
Помер 23 жовтня 1980 року на 70-му році життя у місті Мехіко.

## Виступи за збірну
1930 року дебютував в офіційних матчах у складі національної збірної Іспанії. Протягом кар'єри у національній команді, яка тривала 7 років, провів лише 9 матчів.
У складі збірної був учасником чемпіонату світу 1934 року в Італії.

## Титули і досягнення
- Чемпіон Іспанії (4):
  - «Атлетік (Більбао)»: 1929–1930, 1930–1931, 1933–1934, 1935–1936
- Володар Кубка Іспанії з футболу (4):
  - «Атлетік (Більбао)»: 1930, 1931, 1932, 1933